# Macrotrachela vanoyei
Macrotrachela vanoyei är en hjuldjursart som beskrevs av Schepens 1954. Macrotrachela vanoyei ingår i släktet Macrotrachela och familjen Philodinidae. Inga underarter finns listade i Catalogue of Life.